# Justicia bonneyana
Justicia bonneyana är en akantusväxtart som beskrevs av Ferdinand von Mueller. Justicia bonneyana ingår i släktet Justicia och familjen akantusväxter. Inga underarter finns listade i Catalogue of Life.